# Calamianöarna

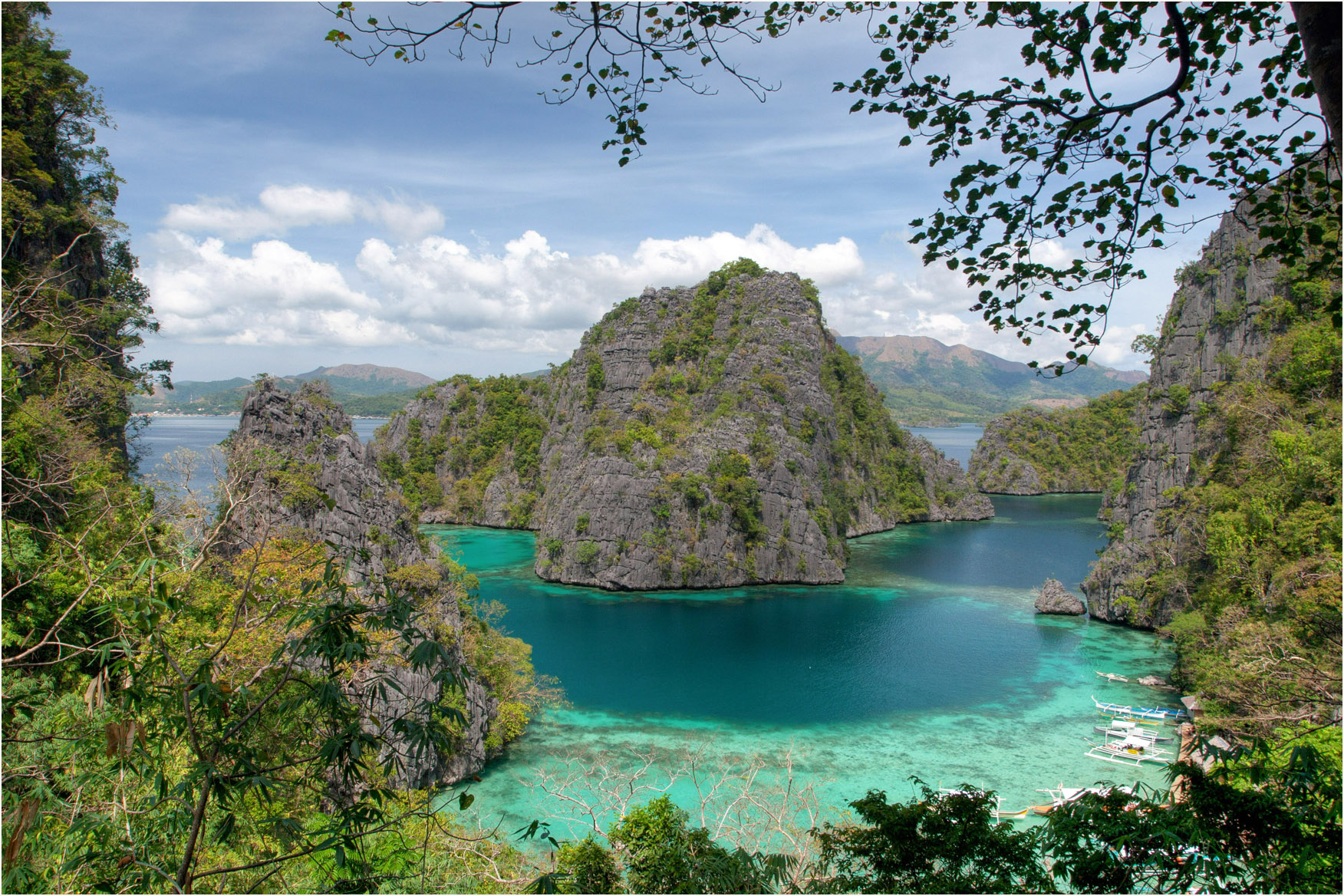
Coron Island Cove

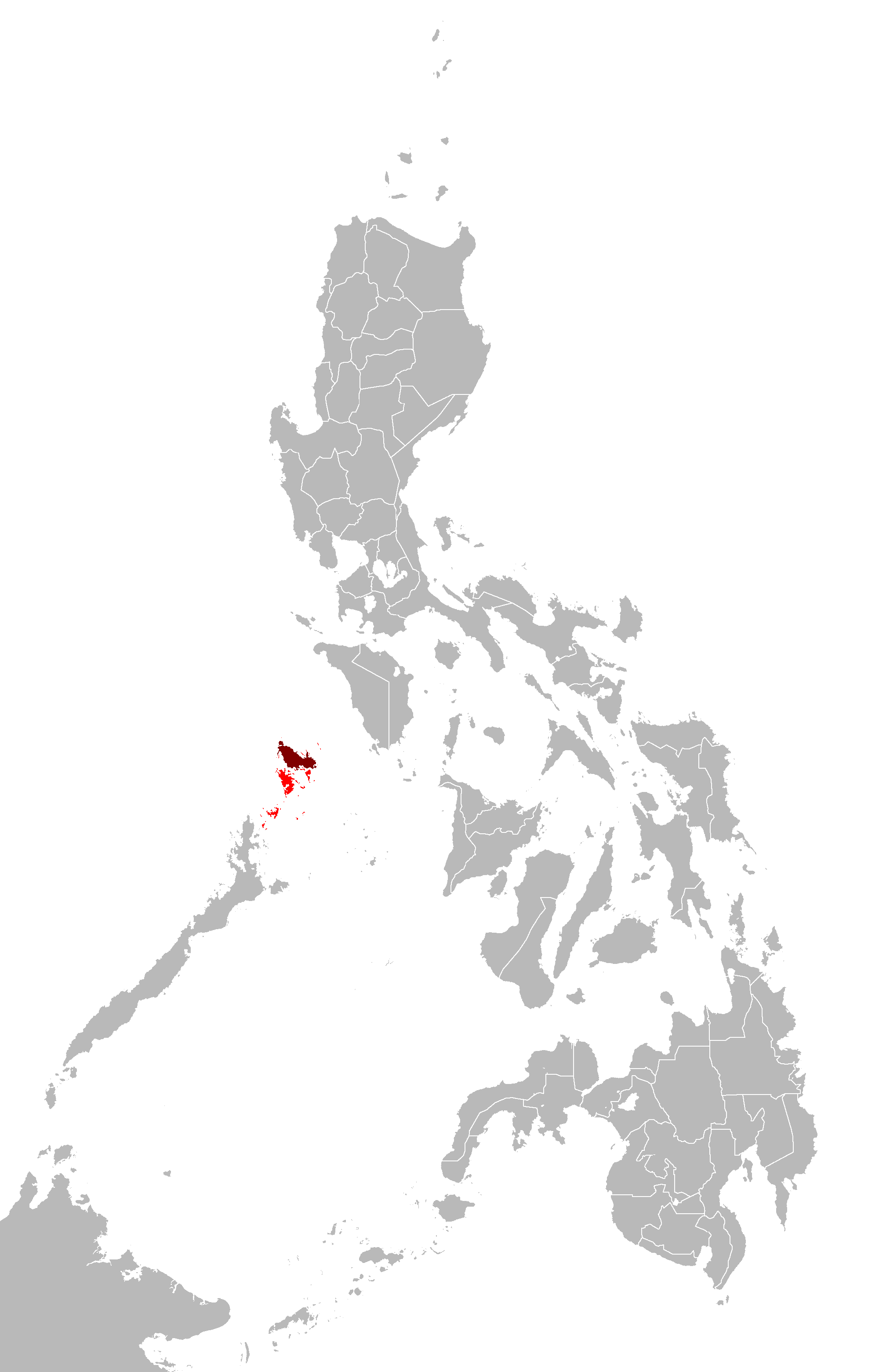
Karta över Filippinerna med Calamianöarna i rött samt Busuanga i mörkrött.

Calamianöarna är en ögrupp i den filippinska provinsen Palawan. Den inkluderar öarna Busuanga, Coron, Culion samt flera mindre öar. 
Historiskt har ögruppen varit spansk område: Provincia de Calamianes. Spanien köpte senare den större ön Paragua från sultanen av Borneo. Under den amerikanska ockupationen blev den spanska "Provincia de Calamianes" upplöst och administrerades sedan tillsammans med ön Paragua som provinsen Palawan.
Sedan det amerikanska styret och tills nyligen har Calamianöarna varit värd för Culionreservatet (en behandlingsinstitution för leprasjuka [källa behövs]) som numera är en filippinsk kommun. Man hittar även den renaste insjön i Filippinerna, Kayangansjön och ön Calauit som är hem för utrotningshotade afrikanska arter. Här finns också möjlighet att dyka vid japanska fartygsvrak. De ligger på dykbart djup som minnen av andra världskriget.
Ögruppen har några av Filippinernas finaste stränder, öar och turistområden. Här finns den starkt hotade calamianhjorten, som lever endemiskt på öarna.